# Arquitetura de Madagáscar

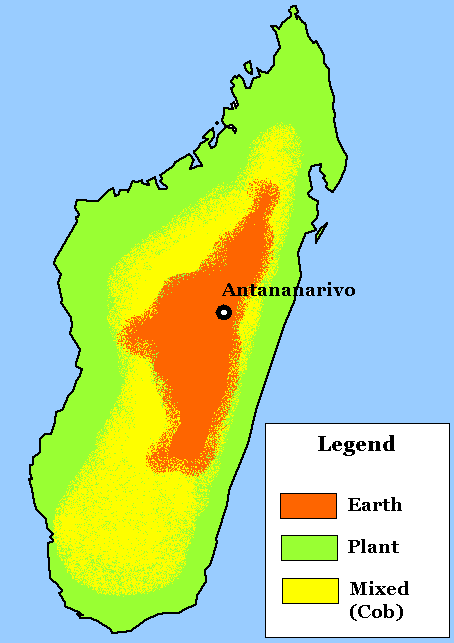
A distribuição de materiais da construção tradicional de Madagascar mostra uma predominância de construções de terra no Planalto Central (em laranja) e da construção baseada em plantas no litoral (em verde), com zonas intermediárias (em amarelo) fazendo uso de ambos os tipos.

A arquitetura de Madagáscar (português europeu) ou Madagascar (português brasileiro) é única na África,  tendo forte semelhança com as normas e métodos construtivos do sul de Bornéu, do qual se acredita que os primeiros habitantes de Madagascar tenham imigrado. Ao longo de Madagascar e da região de Calimantã, em Bornéu, a maioria das casas tradicionais segue uma forma retangular em vez de redonda, e apresenta um telhado pontiagudo inclinado, apoiado por um pilar central.
As diferenças nos materiais de construção tradicionais predominantes utilizados servem de base para muito da diversidade na arquitetura malgaxe. Os vegetais disponíveis na ilha foram os materiais mais antigos utilizados e continuam sendo os mais comuns entre as comunidades tradicionais. Em zonas intermediárias entre o Planalto Central e áreas costeiras úmidas, desenvolveram-se variações mistas que usam cob. A construção de madeira, outrora comum em toda a ilha, diminuiu à medida que uma população humana em crescimento destruía as maiores áreas de floresta tropical virgem para a agricultura e pastagem de gado. As comunidades Zafimaniry das florestas montanhosas do Planalto Central são o único grupo étnico malgaxe que preservou as tradições arquitetônicas de madeira originais da ilha; seu ofício foi adicionado à lista do patrimônio cultural imaterial da UNESCO em 2003. Como a madeira tornou-se escassa ao longo do tempo, as casas de madeira tornaram-se privilégio da classe nobre em certas comunidades, como exemplificado pelas casas da aristrocacia Merina, realeza do então Reino de Madagascar. O uso da pedra como material de construção era tradicionalmente limitado à construção de túmulos, uma característica significativa da paisagem cultural em Madagascar, devido à posição proeminente ocupada pelos ancestrais nas tradições malgaxes. A ilha produziu várias tradições distintas na arquitetura funerária: entre os Mahafaly da costa sudoeste, o topo dos túmulos pode ser empilhado com os crânios de zebu sacrificado e cravado com aloalo, com túmulos esculpidos com mensagens e desenhos, enquanto os Merina constroem uma pequena casa de madeira em cima da tumba para simbolizar seu status de andriana e fornecer um espaço terrestre para abrigar os espíritos de seus ancestrais.
Os estilos tradicionais de arquitetura em Madagascar foram impactados nos últimos duzentos anos pela crescente influência dos estilos europeus. Uma mudança para a construção de tijolos no Planalto Central começou durante o reinado da Rainha Ranavalona II (1868–1883) com base em modelos introduzidos por missionários da Sociedade Missionária de Londres e contatos com outros estrangeiros. A influência estrangeira expandiu-se após o colapso da monarquia e da colonização francesa da ilha em 1896. A modernização ao longo das últimas décadas levou cada vez mais ao abandono de certas normas tradicionais relacionadas à orientação externa e ao layout interno das casas e ao uso de certas materiais de construção mais comuns no resto do mundo, particularmente no Planalto Central. Entre os mais ricos, materiais e técnicas de construção estrangeiros - ou seja, concreto importado, vidro e ferro forjado - ganharam popularidade, em detrimento das práticas tradicionais.

## Origem

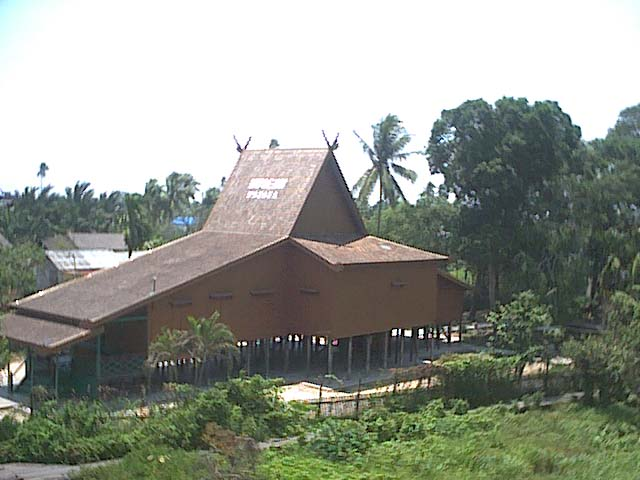
Esta casa em Calimantã Meridional carrega muitas das características construtivas trazidas de Bornéu para Madagascar há dois mil anos: paredes de tábuas de madeira, estacas para levantar a casa do chão e um telhado íngreme inclinado com traves cruzadas para formar "chifres de telhado".

A arquitetura em Madagascar tem características únicas na África, tendo forte semelhança com as normas e métodos construtivos do sul de Bornéu, do qual se acredita que os primeiros habitantes de Madagascar tenham imigrado. A construção tradicional nesta parte de Bornéu, também conhecida como Calimantã, distingue-se pelas casas retangulares erguidas sobre as pilhas. O telhado, que é suportado por um pilar central, é acentuadamente inclinado; os frontões se cruzam para formar chifres de telhado que podem ser esculpidos de forma decorativa. O Planalto Central de Madagascar é povoadas pela etnia Merina, povo que possui forte semelhança fisiológica e cultural com seus ancestrais de Calimantã; aqui, as tradicionais casas de madeira da nobreza apresentam um pilar central (andry) sustentando um telhado íngreme inclinado decorado com chifres de telhado (tandro-trano). No sudeste de Madagascar, chifres de zebu eram tradicionalmente afixados no alto do frontão. Ao longo de Madagascar, as casas são retangulares com um telhado triangular como em Calimantã, os pilares centrais são difundidos e, em quase todas as regiões, as casas tradicionais são construídas em pilhas de uma maneira transmitida de geração em geração, independentemente de a característica ser adequado às condições locais.
Certos elementos cosmológicos e simbólicos também são comuns entre as arquiteturas indonésia e malgaxe. O pilar central da casa é sagrado tanto em Calimantã como em Madagascar, e em ambos os lugares, ao construir uma casa nova, esse pilar era tradicionalmente ungido com sangue. As características do edifício ou suas dimensões (comprimento, tamanho e principalmente a altura) são muitas vezes simbolicamente indicativas do status de seus ocupantes ou da importância da função dos ocupantes em ambas as ilhas. Da mesma forma, Madagascar e Bornéu têm uma tradição de construção de túmulos parcialmente acima do solo e os habitantes de ambas as ilhas praticam a escultura de mensagens funerários de madeira decorativas, chamados aloalo no oeste de Madagascar e klirieng no dialeto Kajang de Bornéu.

## Construções com plantas

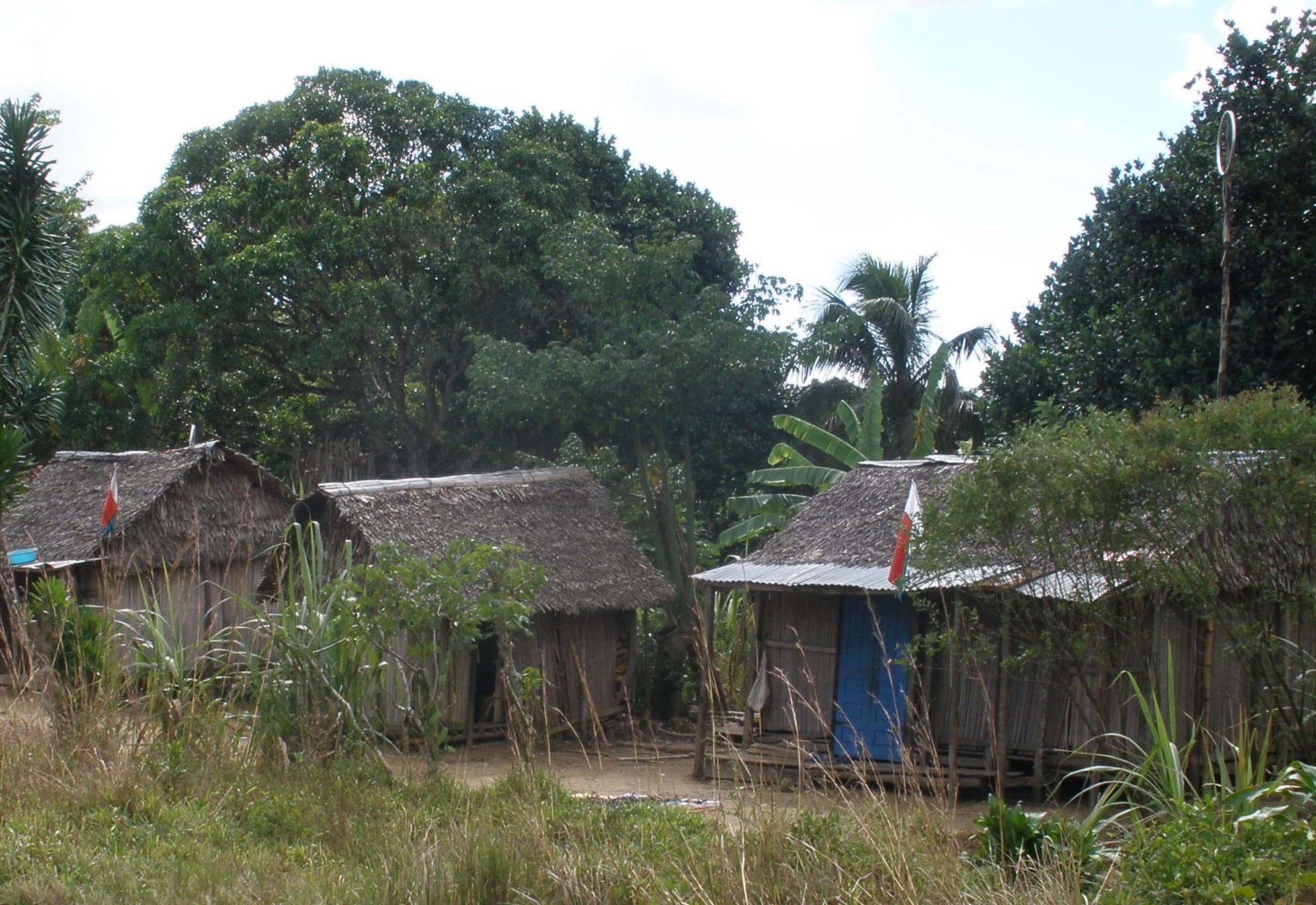
O estilo costeiro mais tradicional: casas com telhado de colmo de árvore-do-viajante em estacas baixas em Sambava.

Casas feitas de materiais vegetais são comuns nas regiões costeiras e foram por vezes também usadas no Planalto. Os tipos de plantas disponíveis em um determinado local determinam o material e o estilo de construção. A grande maioria das casas feitas a partir de materiais vegetais é retangular, baixa (um andar), com telhado pontiagudo e geralmente são construídas em estacas baixas.  Essas características arquitetônicas são quase idênticas às que podem ser encontradas em partes da Indonésia. Os materiais utilizados para a construção incluem capim (de rios próximos), os caniços (no sudeste, em torno de Toliara), suculentas endêmicas (utilizados como cercas no sul), madeira (no sul e entre os Zafimaniry, já tendo sido comum também no Planalto), bambu (especialmente nas florestas do leste), papiro (precedente dos planaltos em torno do lago Alaotra), pastagens (em toda a ilha), palmeiras (também em toda a ilha, mais comum no oeste perto de Mahajanga) e raphia (especialmente no norte e nordeste). Para a maior parte da costa leste de Madagascar, voltada ao Oceano Índico, a arquitetura é altamente uniforme: a maioria das casas tradicionais desta região são construídas sobre estacas baixas e telhado de palha feitos de folhas de árvore-do-viajante (Ravinala madagascarensis).

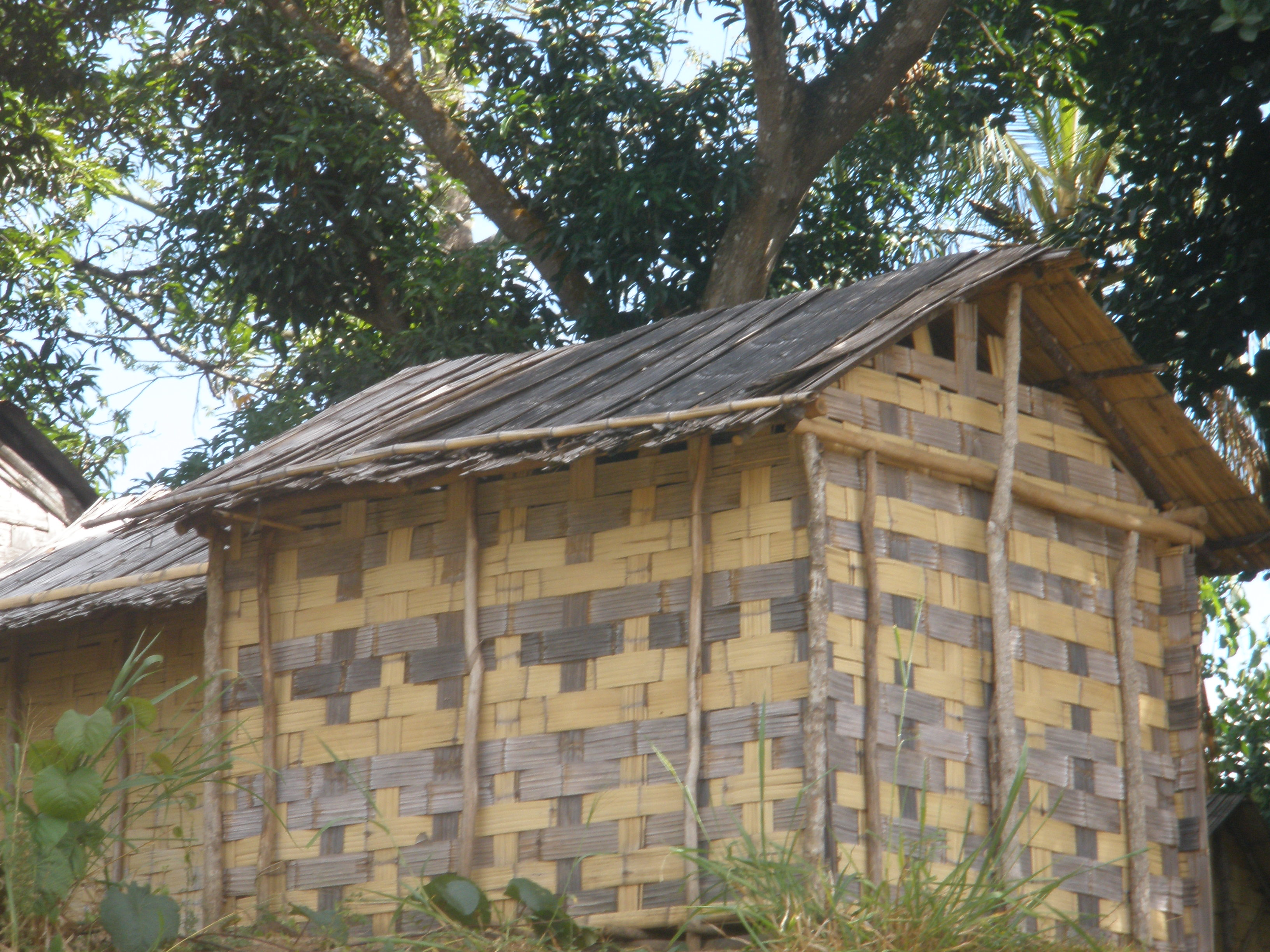
Paredes de bambu tecido, telhados de prancha.

Estacas, chão e as paredes são normalmente feitas a partir do tronco da mesma planta, normalmente depois de ser esmagada até ficar plana formando pranchas largas (para telhado e pisos) ou tiras estreitas (por paredes). Essas tiras são anexadas verticalmente ao quadro; A raphia é comumente usada da mesma forma, ao invés dárvore-do-viajante, no norte. Quando o bambu é usado no lugar da Ravinala, as folhas longas e trituradas são muitas vezes entrelaçadas para criar paredes com um padrão xadrez.
Estas casas tradicionais não possuem lareira. O chão é coberto com um tapete tecido com pedras empilhadas em um canto onde uma fogueira é usada para cozinhar alimentos; a fumaça que se acumula deixa teto e as paredes pretas internas ao longo do tempo. As entradas para essas casas eram tradicionalmente deixadas abertas ou podiam ser fechadas com uma tela tecida fechada com uma tira de couro; hoje, a entrada é comumente pendurada com uma cortina de pano. Variações deste modelo podem ser encontradas em todas as regiões costeiras usando o material disponível no local.  As maiores casas tradicionais nas áreas costeiras estão localizadas no sudeste entre os Antemoro, os Tanala e os Antefasy, onde as casas podem atingir 18' de comprimento, 9' de largura e 15 'de altura. Em outros lugares ao longo das casas costeiras, as casas são menores, com média de 10 'de comprimento, 8' de largura e 9 'de altura.

## Construções em madeira

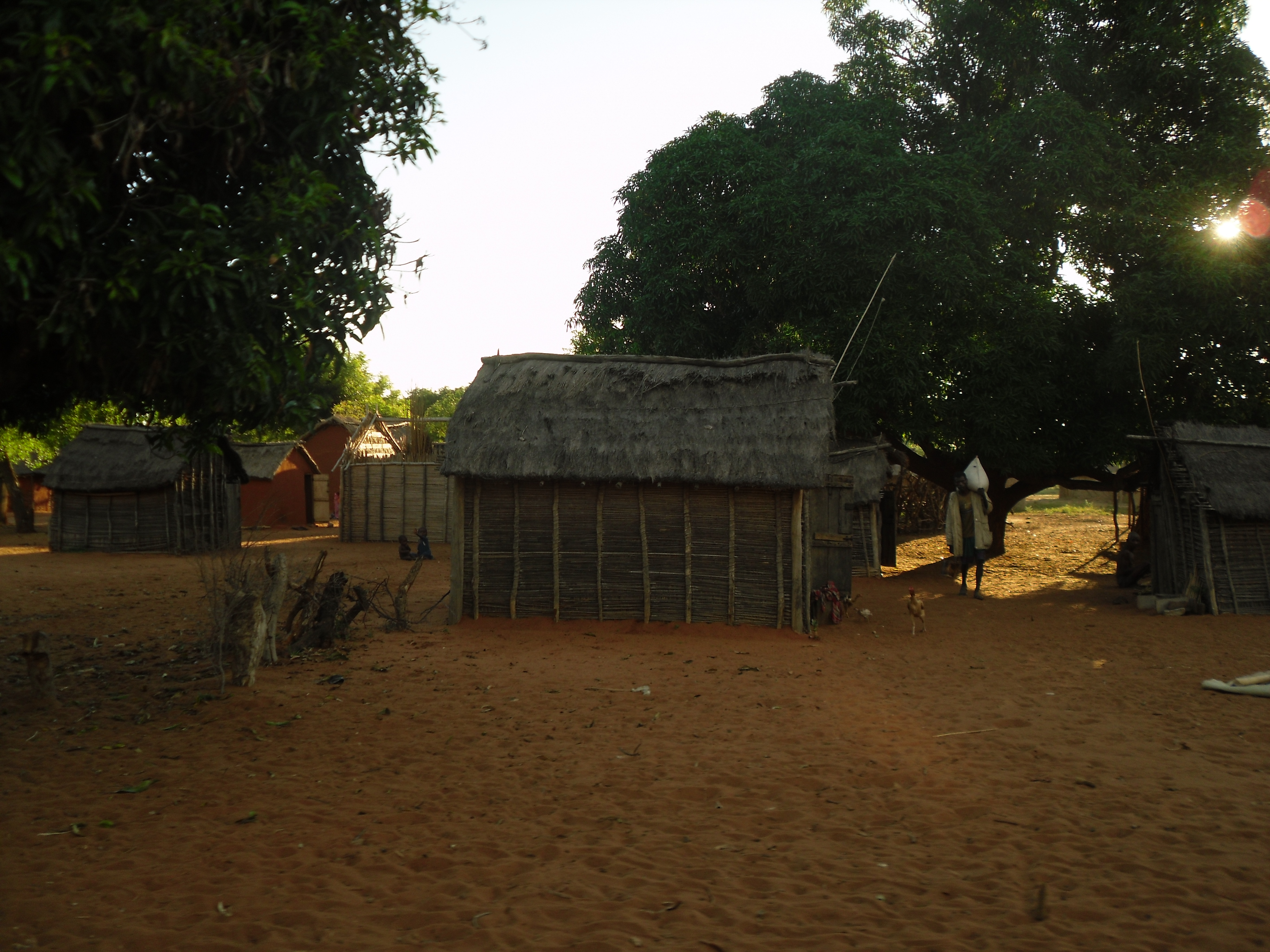
Ramos laterais formam as paredes das tradicionais casas de madeira de Mahafaly, no sudoeste de Madagascar.

Acredita-se que a construção de madeira era comum em muitas partes de Madagascar e desapareceu devido ao desmatamento.  Isso é especialmente verdadeiro no Planalto Central onde, até recentemente, a madeira era um material de construção usado pelos nobres devido à sua raridade, deixando as classes mais baixas tendo que usar os materiais de construção disponíveis em sua localidade como juncos e capins, os galhos e gravetos também são ocasionalmente usados onde eles estão disponíveis, criando vilas de madeira esporádicas próximas a reservas florestais.
Embora a tradição madeireira da nobreza Merina tenha desaparecido, é dito que pelo menos dois grupos étnicos mantiveram a tradição de usar madeira na arquitetura: os Zafimaniry no Planalto Central, e os Antandroy ao sul.

### Tradição da nobreza Merina
Entre os Merina do Planalto Central, os Temanambondro (Antaisaka) do sudeste de Manambondro e vários outros grupos étnicos, a madeira obtida do desmatamento era um material que só podia ser usado por nobres. De fato, sua associação tradicional com a nobreza real andriana levou o rei Andrianampoinimerina (1787-1810) a emitir um decreto real que proíbia a construção em pedra, tijolo ou terra dentro dos limites de Antananarivo e codificou um tradição onde apenas as casas dos nobres eram construídas com madeira, enquanto as dos plebeus eram construídas com materiais vegetais locais. Essa tradição existiu entre vários grupos étnicos em Madagascar durante a história, particularmente ao longo da costa leste, onde a preservação das florestas continua a facilitar o acesso à madeira para construção.

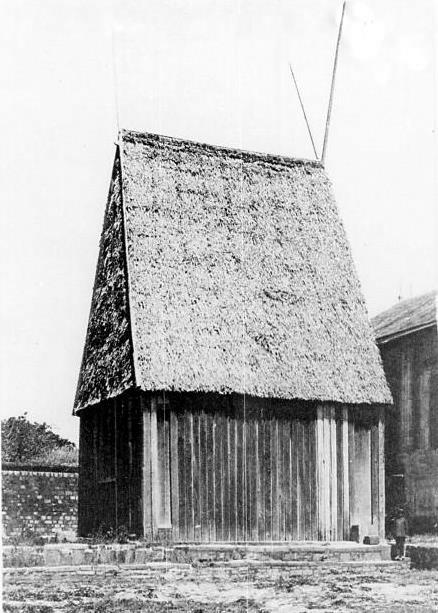
O Besakana, uma estrutura no complexo do Rova, é representativo como uma das tradicionais moradias nobres de madeira do Planalto Central de Madagascar. Destaque para o longo tandrotrano que se estende além do teto.

Casas tradicionais dos plebeus ao longo do Imerina foram caracterizados pelo largo pilar central (andry), segurando o telhado e uma viga vertical em cada canto, que se estendia ao solo para estabilizar a estrutura. Ao contrário das casas tradicionais na costa, as casas no Planalto Central nunca foram erguidas sobre palafitas, mas sempre foram niveladas ao solo. Ao sul do pilar centro, a área para dormir e cozinhar, com placas de madeira ou bambu sendo ocasionalmente colocadas como piso ou tapetes tecidos sendo colocados na terra batida, se estendendo ao norte do pilar. Tradicionalmente, a cama do chefe da família estava localizada no canto sudeste da casa. A parte norte foi distinguida pelo coração, delineada por três pedras alongadas colocadas verticalmente no chão. Casas e tumbas estavam alinhadas em um eixo norte-sul com a entrada no lado oeste. A porção norte da casa era reservada aos homens e hóspedes, enquanto a parte sul era para mulheres, crianças e pessoas de classe inferior. O canto nordeste era sagrado, reservado para orações e oferendas de tributo aos antepassados.
As casas dos nobres foram construídas de acordo com as mesmas normas culturais, com muitos adições. Eles se distinguiam no exterior devido às suas tábuas de madeira e seus longos chifres de madeira (tandrotrano) formados pelo cruzamento das vigas do telhado no final de cada pico do telhado. O comprimento do tandrotrano indicava a classificação: quanto mais longo, o status da família nobre que vivia ali era maior.  O interior do edifício foi modificado de alguma forma, por vezes, foi caracterizado por três pilares centrais em vez de um e, ocasionalmente, uma cama com uma plataforma de madeira levantada no chão.
Após os decretos de Andrianapoinimerina sobre os materiais de construção na capital serem revogados no final de 1860, a construção em madeira foi quase abandonada em Imerina e mais velhas casas de madeira foram gradualmente substituídos por casas feitas de tijolos inspirados nas casas de estilo britânico dos missionários da Sociedade Missionária de Londres.  Os tandrotanos foram gradualmente substituídos por capiteis puramente decorativos instalado em cada um dos picos do telhado. Outras normas arquitetônicas, como a orientação norte-sul, o pilar central e o design interior das casas, foram abandonadas, e a presença dos capiteis nos picos dos telhados não é indicativo de uma determinada classe social. Os exemplos clássicos de arquitetura com madeira da aristrocacia do Planalto Central foram preservadas nos edifícios do Rova de Antananarivo (destruídos por um incêndio em 1995, mas em reconstrução) e o recinto com paredes no Ambohimanga, onde estão localizados palácios de madeira do rei Andrianampoinimerina da rainha Ranavalona I. Ambohimanga é considerado a arquitetura de madeira remanescente mais significativa da aristocracia do Planalto Central e foi nomeado Patrimônio Mundial pela UNESCO em 2001.

### Tradição Zafimaniry

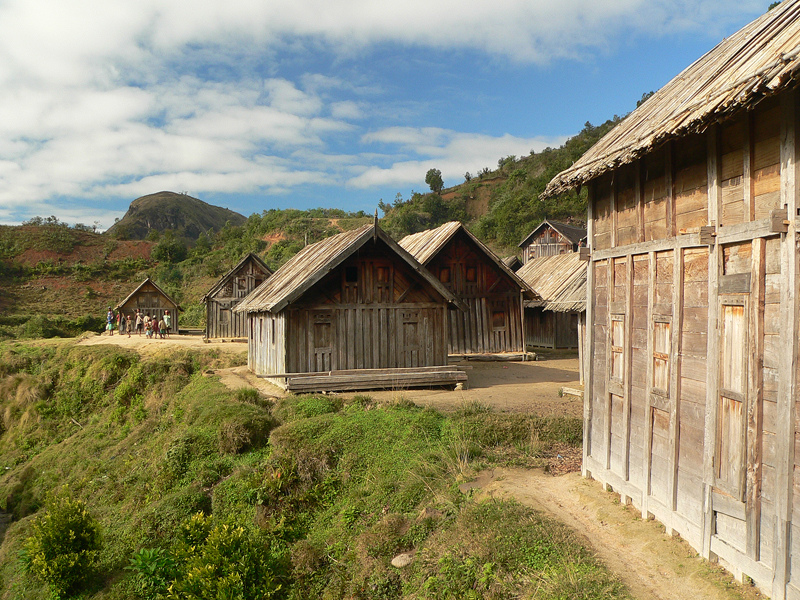
As casas de madeira dos Zafimaniry com portas sólidas e janelas fechadas.

Os Zafimaniry habitam a florestal, úmida e temperada região do Planalto Central a leste de Ambositra. Suas casas são retangulares e longas (15' de comprimento, 12' de largura e 18' de altura) com um telhado bicudo, beirais, e portas e janelas de madeira. Muitos dos mesmos padrões encontrados em tradições arquitetônicas da aristrocacia Imerina estão presentes em estruturas Zafimaniry, incluindo o pilar central de madeira de apoio da viga de telhado, a utilização exclusiva da técnica de compatibilização e orientação de funcionalidades de construção, como janelas, portas e design de interiores. As casas Zafimaniry costumam ser decoradas com padrões abstratos talhadaos simetricamente, ricos em complexo simbolismo espiritual e mitológica. A arquitetura das casas nesta região são considerados representativos do estilo arquitetônico que prevaleceu em todo o Planalto Central devido ao desmatamento e, como tal, eles representam os últimos vestígios de uma tradição histórica e um elemento significativo do patrimônio cultural malgaxe. Por esta razão, o conhecimento de artesanato em madeira dos Zafimaniry foi adicionado em 2003 à lista do Patrimônio Cultural Imaterial da UNESCO.

### Tradição Antandroy
Em contraste com os Zafimaniry, os Antandroy habitam a Floresta Espinhosa, uma região extremamente seca e quente no sul de Madagascar, onde formas únicas de plantas resistentes à seca evoluíram e prosperaram. Suas casas são tradicionalmente quadradas (não retangulares), erguidas sobre palafitas baixas, encimadas por um teto pontiagudo e construídas com pranchas de madeira penduradas verticalmente afixadas a uma moldura de madeira. Essas casas tradicionalmente não tinham janelas e tinham três portas de madeira: a porta da frente era a entrada das mulheres, a porta dos fundos da casa era para crianças e a terceira porta era usada pelos homens. Cercas são frequentemente construídas em torno de casas Antandroy usando cacto opúncia (raketa) ou comprimentos de suculentas endêmicas da ilha (Didiereaceae) da floresta espinhosa.

## Construção em terra

Portões das cidades no Planalto Central eram protegidos por pedras em formato de disco, sob a sombra de três figueiras.

No Planalto Central, lutas de poder entre os principados Merina e Vazimba e mais tarde entre os principados Merina ao longo dos séculos inspiraram o desenvolvimento da cidade fortificada em Imerina, na região ao centro do Planalto Central de Madagascar. A primeira delas, a antiga capital de Imerina, Alasora, foi fortificada por século XVI pelo rei Andriamanelo, que cercou a cidade com paredes grossas de cob (tamboho, feita a partir de talos de lama e arroz seco recolhidas a partir de plantações próximas) e valas profundas (hadivory) para proteger as moradias no interior. A entrada através da parede de cidade foi protegido por um enorme pedra em disco (vavahady) - cinco ou mais pés de diâmetro - sombreado por figueiras (aviavy), simbolos da realeza. A porta da cidade era aberta rolando o vavahady para longe da porta de entrada a cada manhã e colocada no lugar novamente à noite, uma tarefa que exigia uma equipe de homens para faze-lo. Este modelo de cidade fortificada foi adotado em toda a Imerina e está bem representado na vila histórica de Ambohimanga.

### Influencias estrangeiras

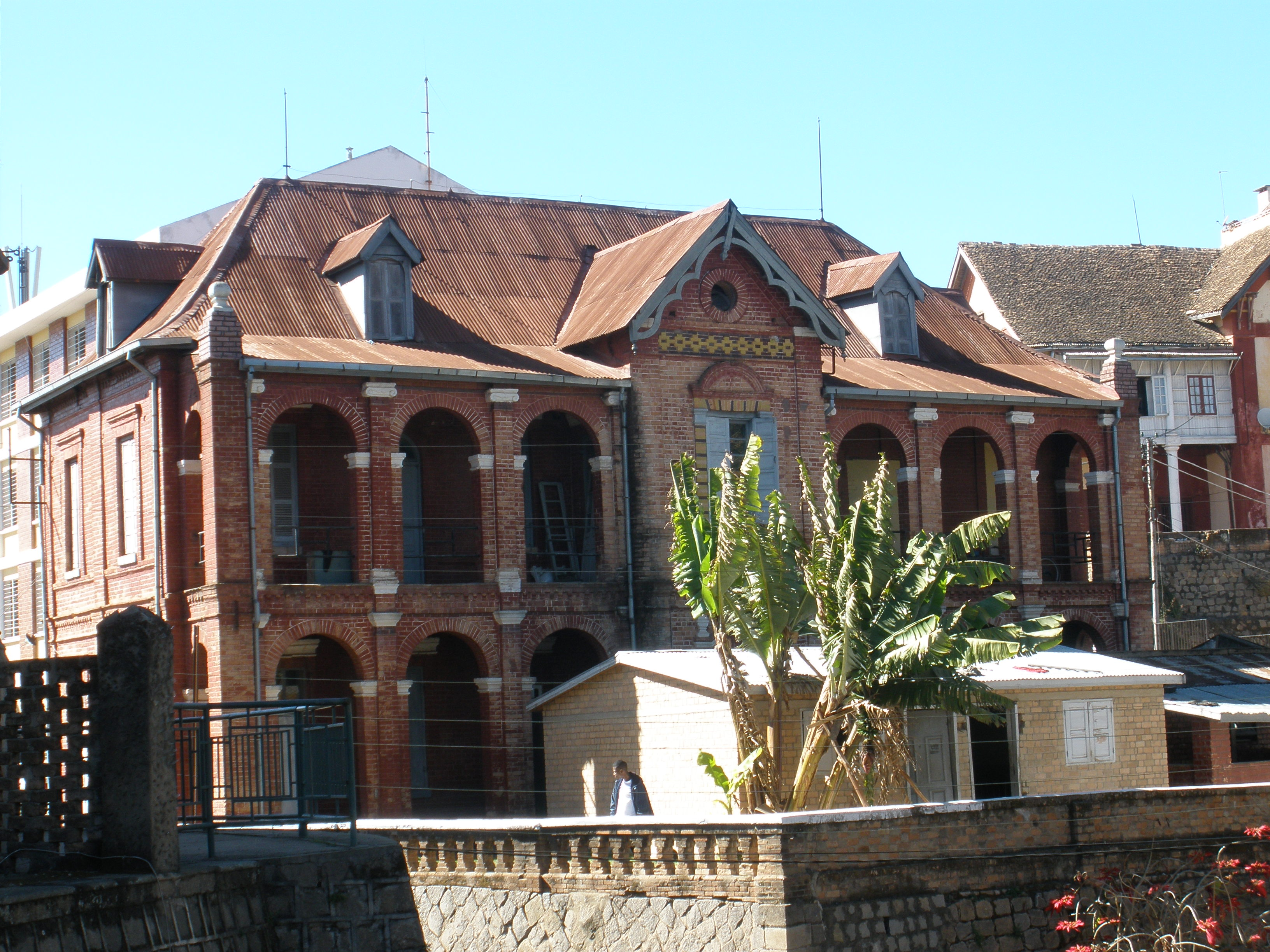
Casa de tijolos com arcos e lucarnas inspirados no Palácio da Rainha em Antananarivo.

O missionário protestante James Cameron, da Sociedade Missionária de Londres, foi possivelmente o primeiro em Madagascar a demonstrar como o cob poderia ser usado para criar tijolos secos ao sol, em 1826. Em 1831, Jean Laborde introduziu as telhas de tijolo, que logo começaram a substituir os colmos de arroz em Antananarivo e arredores, e disseminou a técnica de usar um forno para assar tijolos.
Os estrangeiros foram responsáveis por várias inovações arquitetônicas que mesclaram as tradições da arquitetura do Planalto Central com as sensibilidades europeias. Em 1819, Louis Gros projetou o Tranovola para Radama I no complexo de Rova, introduzindo a varanda envolvente apoiada por colunas externas. Jean Laborde projetou o Palácio da Rainha no Rova (construído de 1839 a 1841) usando esse mesmo modelo em escala ainda maior, ampliando o prédio e acrescentando uma varanda no terceiro andar. Os novos edifícios de madeira construídos por Gros e Laborde transformaram os tradicionais tandrotrano dos Merina em um poste decorativo entalhado em cada extremidade do frontão.

### Inovações locais

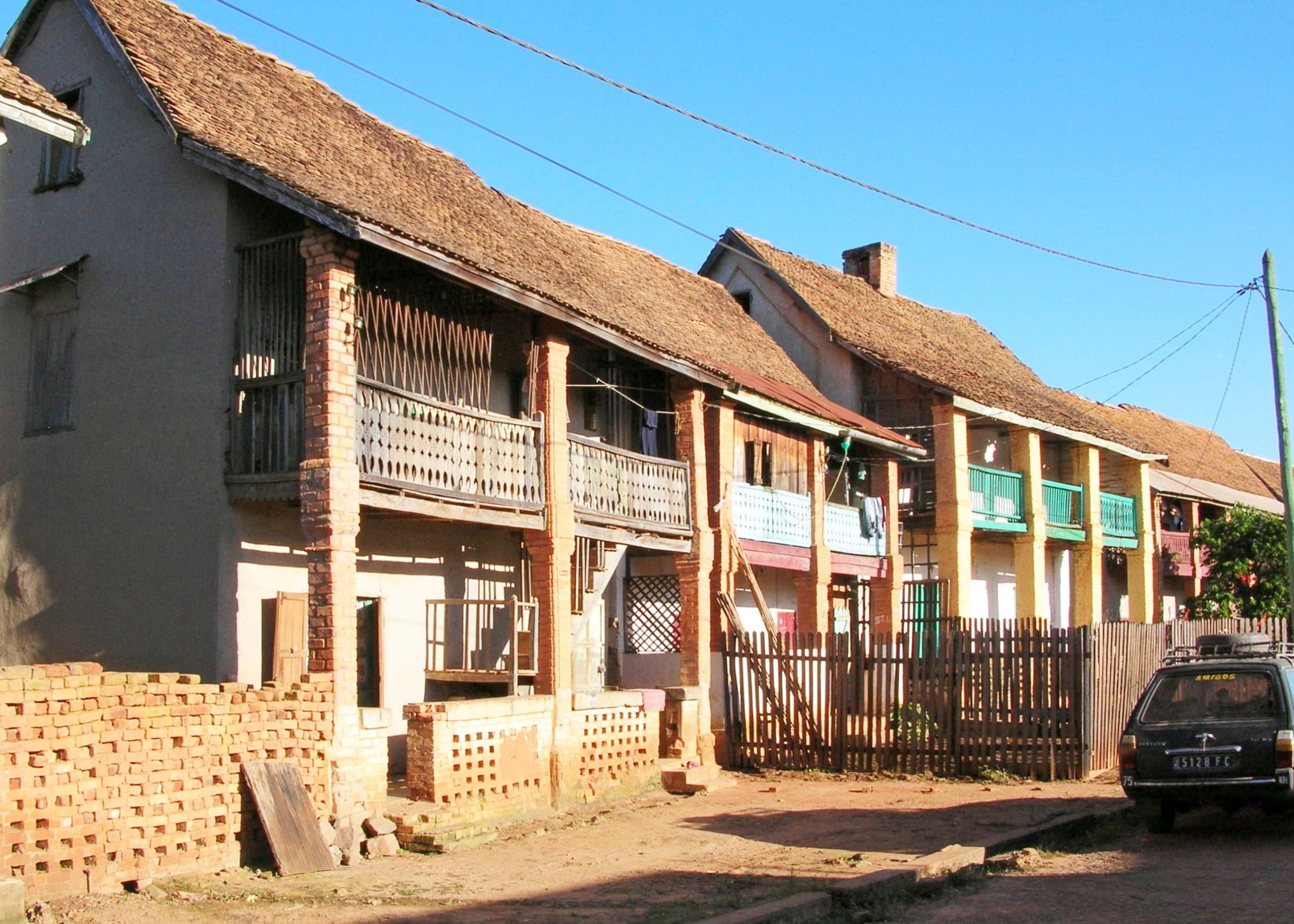
Casas de tijolos típicos com colunas e varanda virada a oeste, perto de Antananarivo.

Em 1867, as restrições foram relaxadas no uso de pedra e tijolo pela nobreza como materiais de construção, antes de todas as restrições à construção serem abolidas em 1869 pela rainha Ranavalona II, que já havia contratado Jean Laborde em 1860 para fazer em pedra o exterior de seu palácio de madeira em Rova. O edifício tomou sua forma final em 1872, depois que James Cameron acrescentou torres de pedra a cada canto do palácio. A rainha converteu-se ao cristianismo em 1869 e nesse mesmo ano a Sociedade Missionária de Londres encomendou a James Cameron a construção de uma casa particular para seus missionários. Ele se inspirou no trabalho de Gros e Laborde para desenvolver uma casa de madeira de vários andares com varanda e colunas. Este modelo explodiu em popularidade em Antananarivo e região como um estilo arquitetônico para a aristocracia, que até então continuavam a habitar casas simples semelhantes ao palácio de madeira de Andrianampoinimerina em Ambohimanga. Essas casas de tijolos frequentemente apresentavam tandrotrano encurtado e varandas elaboradamente esculpidas. Elas variavam naturalmente de vermelho escuro a quase branco, dependendo das características da terra usada em sua construção.

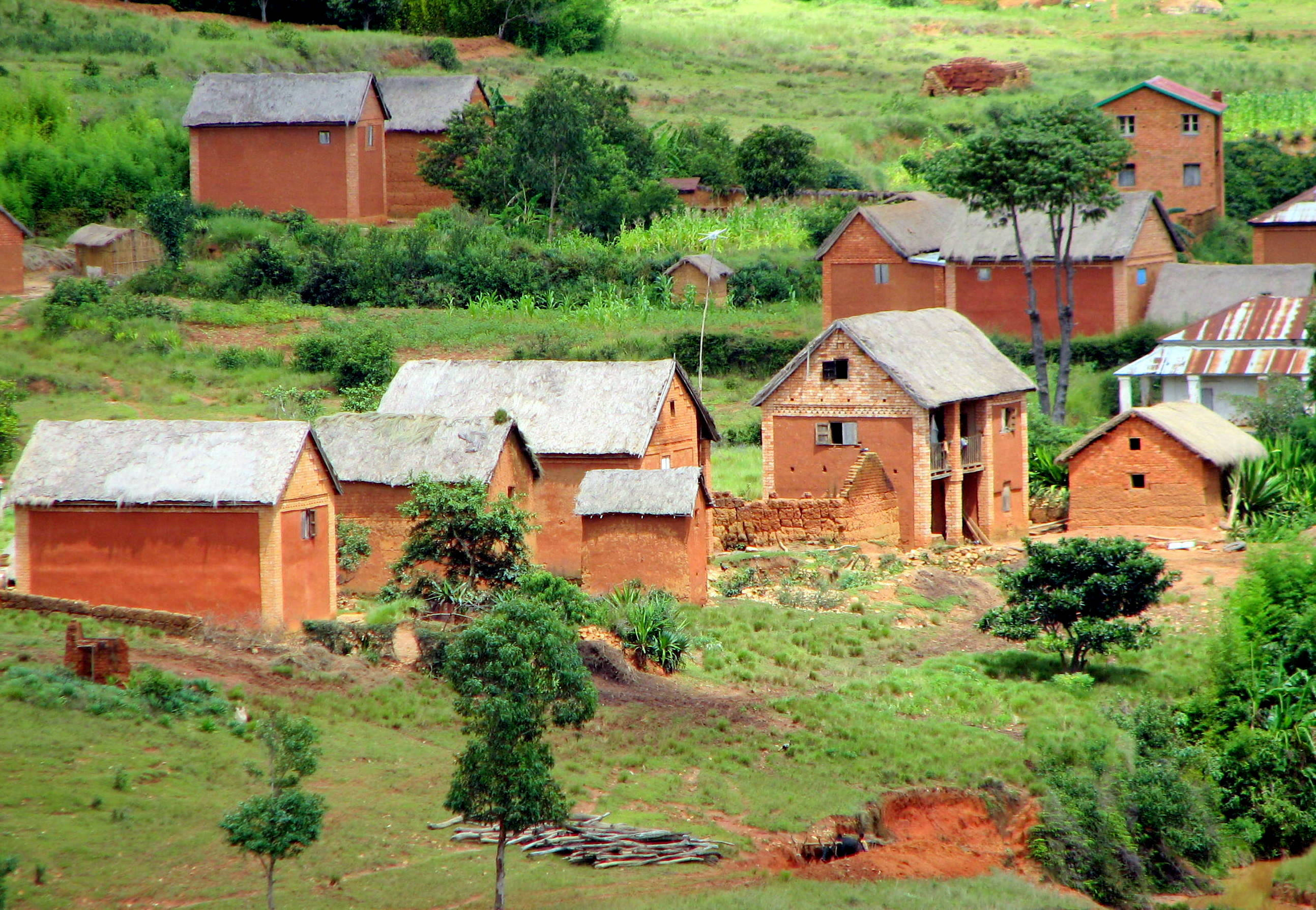
Trano gasy: nas áreas rurais, casas simples de tijolos mantém os dois andares, mas podem perder a varanda e obscurecer as colunas de sustentação.

Com o tempo, e particularmente com a colonização de Madagascar pelos franceses, essas casas de terra (conhecidas como trano gasy - "casa malgaxe") sofreram constante evolução. A forma mais simples de uma casa de terra é uma ou mais andares, retangular, e apresenta um telhado de palha com beirais levemente salientes para direcionar a chuva para longe da fundação e, assim, impedir sua erosão. Famílias mais ricas substituem a palha por telhas de barro e constroem uma varanda na face oeste do edifício sustentada por quatro colunas equidistantes e delgadas; Este projeto é ainda mais eficaz em proteger as fundações do edifício dos efeitos de erosão das chuvas. A expansão adicional geralmente envolve o fechamento da varanda ocidental em madeira e a construção de uma varanda aberta na face leste do edifício, e assim por diante, levando a varandas envoltórias, a conexão de dois prédios separados com uma passagem coberta, a incorporação de grades de ferro forjado ou painéis de vidro em varandas, a aplicação de concreto pintado sobre a superfície de tijolos e outras inovações. Nas zonas suburbanas e rurais, o piso térreo do trano gasy é frequentemente reservado como um curral, enquanto a família habita os andares superiores. A entrada geralmente fica voltada para o oeste; a cozinha é frequentemente para o sul, enquanto a família dorme na parte norte do edifício. Essa configuração é consistente com a que é vista nas casas tradicionais Zafimaniry e reflete a cosmologia tradicional.

## Construções mistas com cob
No leste de Madagascar, virtualmente não há nenhuma zona de transição entre as casas térreas do Planalto e as habitações feitas de materiais vegetais comuns às regiões costeiras. Nas vastas e escassamente povoadas extensões entre o Planalto Central e as áreas costeiras ocidentais, no entanto, os habitantes utilizam materiais disponíveis localmente para construir moradias que apresentam características de ambas as regiões. Na maioria das vezes as casas são pequenas - uma sala e apenas um andar - construída com um esqueleto de palitos dispostos horizontalmente afixados na estrutura da casa de madeira, conforme ilustrado na seção anterior sobre a construção de madeira. Mas, ao contrário das casas costeiras, onde esse esqueleto de bastão serviria de base para a fixação de material vegetal para formar paredes, o cob pode ser colocada na estrutura. O telhado é de palha para completar a habitação. Essas casas intermediárias também são frequentemente distinguidas pela presença de colunas de madeira como as do Planalto encurtadas na face oeste para suportar o beiral alongado do telhado pontudo, assim como suportam as varandas das casas maiores de Imerina. O chão é tipicamente de terra batida e pode ser coberto com tapetes tecidos de gramíneas ou raphia.

## Construções funerárias
De acordo com as crenças tradicionais de muitos grupos étnicos malgaxes, a pessoa alcança o status de "ancestral" após a morte. Acredita-se frequentemente que os ancestrais continuam a vigiar e moldar eventos na Terra e podem intervir em nome dos (ou com os) vivos. Como consequência, os ancestrais devem ser reverenciados: orações e sacrifícios para honrá-los ou apaziguá-los são comuns, assim como a observação do fady local (tabus) que os ancestrais podem ter estabelecido na vida. Gestos de respeito, como jogar a primeira tampa de uma nova garrafa de rum no canto nordeste da sala para compartilhá-la com os ancestrais, são praticados em toda a ilha. O emblema mais visível do respeito devido aos antepassados é a construção dos elaborados túmulos familiares que pontilham o campo em grande parte de Madagascar.

### Praticas funerárias primitivas
Tradicionalmente, a maioria dos grupos étnicos malgaxes não construía túmulos sólidos para seus mortos. Em vez disso, os corpos dos mortos foram deixados em uma área natural designada para se decompor. Entre o povo Bara das planícies áridas do sul, por exemplo, túmulos podem ser construídos em características naturais, como afloramentos rochosos ou encostas, colocando os corpos dentro e parcialmente ou totalmente selando o espaço com pedras empilhadas ou crânios de zebu. Alternadamente, entre os Tanala, o falecido pode ser colocado em caixões feitos de troncos ocos e deixados em cavernas ou em um bosque sagrado de árvores, às vezes cobertos por tábuas de madeira presas por pequenas pilhas de pedras. É dito que os Vazimba, os primeiros habitantes de Madagascar, submergiram seus mortos nas águas de um pântano, rio, lago ou estuário, que foi considerado sagrado para esse fim. A prática também existia entre os primeiros Merina, que submergiram seus chefes mortos em canoas em pântanos do Planalto Central ou em outras águas designadas. Onde os túmulos foram construídos, pequenas variações na forma e localização de um grupo étnico para o próximo são ofuscadas por características comuns: a estrutura é parcial ou totalmente subterrânea, tipicamente retangular e feita de pedra que é empilhada ou cimentada com alvenaria. Entre os Merina e Betsileo, alguns primeiros túmulos de pedra e locais de sepultamento foram indicados por pedras eretas não marcadas na posição vertical.

### Origem islâmica dos túmulos
Os mais antigos túmulos de pedra retangulares conhecidos em Madagascar foram provavelmente construídos por colonos árabes por volta do século XIV na parte noroeste da ilha. Modelos semelhantes surgiram mais tarde entre os povos ocidentais (como os Sakalava e os Mahafaly) e no Planalto Central (com os Merina e os Betsileo), primeiro usando pedras não quitadas e terra amontoada ou compactada antes da transição para a alvenaria. No Planalto Central, a transição para a alvenaria foi precedida pela construção de túmulos de lajes maciças de pedra coletivamente transportadas por membros da comunidade para o local do túmulo. Acredita-se que o final do século XVIII o rei Merina Andrianampoinimerina incentivava a construção de tais túmulos, dizendo que "Uma casa é para toda a vida, mas um túmulo é para a eternidade."

### Tradições do Planalto Central
No Planalto de Imerina, as entradas acima do solo de túmulos antigos eram originalmente marcadas por pedras eretas e as paredes eram formadas por pedras planas empilhadas frouxamente. Exemplos desses túmulos antigos podem ser encontrados em algumas das doze colinas sagradas de Imerina. Quando um corpo não era capaz de ser recuperado para o enterro (como em tempos de guerra), uma pedra alta e não marcada (vatolahy ou "pedra masculina") era às vezes erigida tradicionalmente em memória do falecido. Andrianampoinimerina promoveu a construção de túmulos mais elaborados e caros como uma despesa digna para honrar seus ancestrais. Ele também declarou que as sub-castas mais altas dos Merina andriana (nobres) teriam o privilégio de construir uma pequena casa no topo de uma tumba para distingui-las das tumbas das castas mais baixas. As duas maiores sub-castas andriana, a Zanakandriana e a Zazamarolahy, construíram casas tumulares chamadas trano masina ("casa sagrada"), enquanto as casas tumulares da Andriamasinavalona eram chamadas de trano manara ("casa fria"). Essas casas eram idênticas às casas de madeira dos nobres, exceto pelo fato de não terem janelas nem lareira. Enquanto os restos envoltos em lamba foram colocados para descansar em lajes de pedra no túmulo abaixo, valiosos bens do falecido, como moedas de ouro e prata, elegantes lambas de seda, objetos decorativos e mais foram colocados no trano masina ou trano manara, que foi muitas vezes decorado muito como um quarto regular com móveis confortáveis e refrescos, como rum e água para o espírito do falecido para desfrutar. O trano masina do rei Radama I, que queimou com outras estruturas no incêndio do Rova em 1995, foi considerado o mais rico conhecido.
Hoje, as tumbas podem ser construídas usando métodos e materiais tradicionais ou incorporam inovações modernas, como o concreto. No interior, lajes sobrepostas de pedra ou concreto revestem as paredes. Os corpos dos ancestrais de uma família individual são envoltos em mortalhas de seda e colocados para dormir nessas lajes. Entre os Merina, Betsileo e Tsihanaka, os restos são periodicamente removidos para o famadihana, uma celebração em homenagem aos ancestrais, onde os restos são embrulhados em novas mortalhas em meio a extravagantes festividades comunais antes de serem novamente enterrados no túmulo. A despesa significativa associada à construção de tumbas, funerais e cerimônias de enterro homenageia os antepassados, mesmo com a distribuição desigual de riqueza nas comunidades tradicionais.

### Tradições do Oeste e do Sul

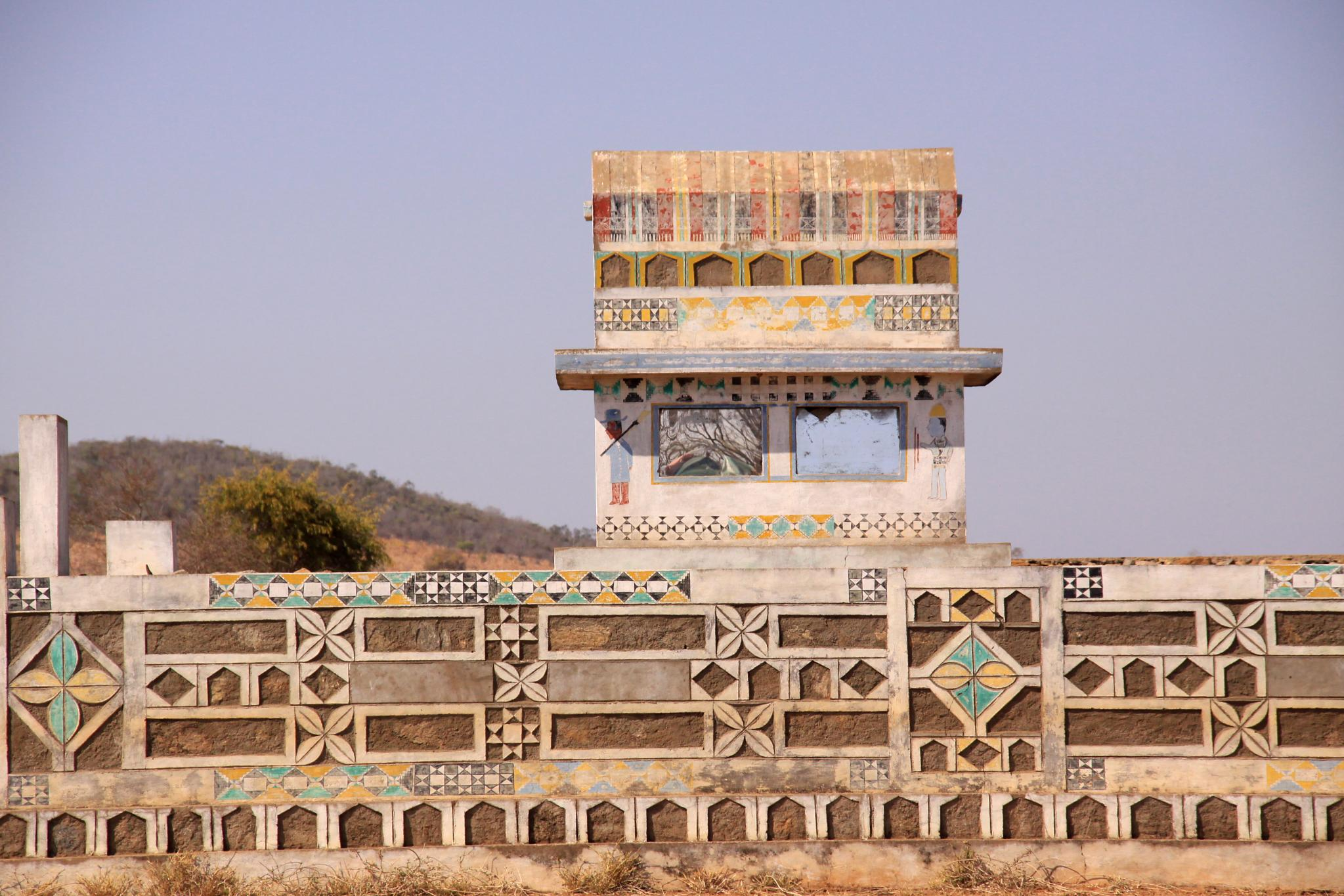
Túmulo Mahafaly com a pintura tradicional.

Os túmulos encontrados no sudoeste de Madagascar estão entre os mais marcantes e distintos. Como aqueles no Planalto Central, eles são geralmente retangulares e parcialmente subterrâneos; túmulos modernos podem incorporar concreto além de (ou no lugar de) pedra tradicional. Distinguem-se dos túmulos do Planalto Central por sua decoração elaborada: imagens podem ser pintadas no exterior do túmulo, lembrando eventos na vida do ancestral. O teto da tumba pode ter chifres de zebu sacrificados em honra do antepassado em seu funeral, e numerosos alaalo - postes funerários de madeira esculpidos com padrões simbólicos ou imagens representando eventos na vida do falecido - podem ser plantados no topo. Os túmulos do povo Mahafaly são especialmente famosos por esse tipo de construção. Entre os Sakalava da costa ocidental, aloalo pode ser coberto com esculturas eróticas evocativas do ciclo de nascimento, vida e morte.

## Arquitetura moderna e contemporânea
Influências arquitetônicas estrangeiras surgiram através do crescente contato europeu ao longo do século XIX, intensificaram-se dramaticamente com o advento da colonização francesa em 1896. Nas últimas décadas, a crescente disponibilidade de materiais de construção modernos relativamente baratos importados da China e de outros lugares reforçou ainda mais uma tendência crescente nas áreas urbanas, longe dos estilos arquitetônicos tradicionais, em favor de estruturas mais duráveis, porém genéricas, que utilizam materiais produzidos industrialmente, como concreto e chapas metálicas. Certas inovações modernas podem ser mais valorizadas do que outras. Na região de Manambondro, por exemplo, a cobertura de chapas corrugadas era tipicamente a mais cara e prestigiosa e a mais comum adição a uma casa tradicional. A substituição de estruturas de madeira de origem local por madeira serrada de fábrica foi a próxima modificação mais comum, seguida pela colocação de fundações de concreto. As casas construídas inteiramente de concreto, com janelas de vidro e grades decorativas e grades de janelas importadas, envolviam grande riqueza e o mais alto status social. Embora baixos níveis de renda tenham servido para preservar a construção tradicional entre a maioria da população de Madagascar, devido ao prestígio associado às inovações arquitetônicas modernas, a construção tradicional é frequentemente abandonada à medida que a renda aumenta.

Um número limitado de casas recentemente construídas em Antananarivo tentam combinar as tradições arquitetônicas malgaxes com o conforto da construção de casas modernas. Esses híbridos lembram as tradicionais casas de tijolo do Planalto Central por fora, mas usam materiais modernos e técnicas de construção para incorporar eficientemente eletricidade, encanamento, ar-condicionado e recursos modernos de cozinha em um interior totalmente contemporâneo. Esta inovação é exemplificada no recente desenvolvimento residencial em "Tana Water Front", no distrito de Ambodivona, no centro de Antananarivo.